# Mr. Beast
Mr. Beast, pubblicato il 6 marzo 2006, è il quinto album in studio della band scozzese Mogwai.

## Il disco
Oltre alla normale edizione CD e ad una doppia edizione in vinile, fu pubblicata anche un'edizione speciale limitata in CD contenente un DVD intitolato "The recording of Mr Beast", il making of dell'album.
L'artwork è stato realizzato da Amanda Church.

## Tracce
1. Auto Rock (Barry Burns)
2. Glasgow Mega-Snake (John Cummings, Barry Burns)
3. Acid Food (Stuart Braithwaite)
4. Travel Is Dangerous (John Cummings, Barry Burns)
5. Team Handed (Barry Burns)
6. Friend of the Night (Barry Burns)
7. Emergency Trap (Stuart Braithwaite, Barry Burns)
8. Folk Death 95 (John Cummings)
9. I Chose Horses (Stuart Braithwaite)
10. We're No Here (Barry Burns)

## Formazione

### Gruppo
- Stuart Braithwaite - chitarra e voce in "Acid Food"
- Dominic Aitchison - basso
- Martin Bulloch - batteria
- John Cummings - chitarra
- Barry Burns - chitarra, piano, fiati e voce in "Travel is Dangerous"

### Altri musicisti
- Tetsuya Fukagawa  - voce in "I Chose Horses"
- Craig Armstrong - tastiere in "I Chose Horses"
- Dave McGowan - Lap steel guitar in "Acid Food"